# الأيل الملكي
الأيل الملكي (بالإنجليزية: Royal Stag)‏، هي علامة تجارية هندية لصنع الويسكي تم إطلاقها في عام 1995. وهي متوفرة في العديد من البلدان في جميع أنحاء العالم بأحجام عبوات مختلفة. إنها ماركة بيرنو ريكار الأكثر مبيعًا من حيث الحجم. إنه مزيج من أرواح الحبوب والشعير الإسكتلندي المستورد. يتوفر بشكل شائع في عبوات سعة 1 لتر و 750 مل و 375 مل و 180 مل ومتوفر أيضًا في زجاجات بحجم 90 مل و 60 مل. تم تسمية العلامة التجارية على اسم نوع من الأيل التي تشتهر بقرونها والتي تظهر أيضًا في شعارها. يتم إنتاجه في العديد من معامل التقطير المملوكة للشركة وكذلك المملوكة للمعبئ. كانت أول علامة تجارية للويسكي تم إطلاقها في الهند ولم تستخدم أي نكهات صناعية. حدد بيرنو ريكار الأيل الملكي جنبًا إلى جنب مع خمس ماركات أخرى باعتبارها العلامات التجارية الخمس الأساسية للشركة لبناء أعمالها المعنوية في الهند. باعت الشرك 12.3 مليون صندوق في عام 2011، وأطاحت بشركة أبسولوت للفودكا، لتصبح العلامة التجارية الأكثر مبيعًا لشركة بيرنو ريكار في محفظتها العالمية من المشروبات الكحولية. باعت الشركة 18 مليون صندوق في عام 2016.

## لمحة تاريخية
طرحت شركة سيغرام الأمريكية الأيل الملكي لأول مرة في الهند في عام 1995 كمشروب ويسكي مصنوع من روح الحبوب ممزوجة مع الشعير دون استخدام دبس السكر. وسمي المشروب على اسم نوع من الأيائل يتميز بقرونه الطويلة. استحوذت شركتا بيرنو ريكار ودياجيو على الأعمال التجارية لشركة سيغرام في ديسمبر 2000، وآلت ملكية العلامة التجارية لويسكي الأيل الملكي لشركة بيرنو ريكار بحسب اتفاقية التقسيم الموقعة بين الشركتين.
تجاوزت المبيعات السنوية للعلامة التجارية 3 ملايين صندوق خلال عام 2004، ثم ازدادت مبيعاتها السنوية لتصل إلى ما يقرب من 4 ملايين صندوق في عام 2006. كما احتلت الأيل الملكي المرتبة الثانية بين العلامات التجارية للمشروبات الروحية الهندية في قائمة إمباكت الدولية لعام 2008 لأفضل 100 علامة تجارية في قيمة مبيعات التجزئة، حيث بلغت مبيعات التجزئة من الأيل الملكي نحو 505 مليون دولارًا أمريكيًا في ذلك العام. واستمر نجاحها لتبيع 8 ملايين صندوق في عام 2009، ثم تصل مبيعاتها في عام 2010 إلى ما يقرب من 10.6 مليون صندوق.
طرحت بيرنو ريكار في ديسمبر 2011 إصدارًا متميزًا من ويسكي الأيل الملكي أطلق عليه باريل سيلكت في الهند ودول الخليج العربي وعدد قليل من الأسواق الآسيوية الأخرى.
يعد ويسكي ماكدويل رقم 1 الذي تنتجه شركة يونايتد سبيريتس ليمتد هو المنتج المنافس لويسكي الأيل الملكي عند نفس السعر في الأسواق الهندية. 

## المبيعات
في عام 2002، ظهرت شركة الأيل الملكي كعلامات تجارية سريعة النمو في السوق المحلية. شهدت الشركة زيادة بنسبة 53٪ في مبيعاتها من 1.12 مليون صندوق في عام 2001 إلى 1.75 مليون صندوق في عام 2002. في عام 2010، تجاوزت الشرك لأول مرة علامة 10 ملايين صندوق وأصبحت بيرنو ريكار أول شركة متعددة الجنسيات تتخطى هذه العلامة في الهند. في شهر التقويم 2013، تجاوزت الشرك مبيعات التجزئة لأول مرة بقيمة تزيد عن مليار دولار. بلغ إجمالي مبيعات التجزئة 1.3 مليار دولار. باعت الشرك 16.1 مليون صندوق في عام 2014 وظلت ثالث أكثر أنواع الويسكي مبيعًا في الهند منذ عام 2011.
| السنة | المبيعات (بمليون الصندوق) |
| ----- | ------------------------- |
| 2001  | 1.12                      |
| 2002  | 1.75                      |
| 2004  | 3                         |
| 2006  | 4.2                       |
| 2007  | 5.6                       |
| 2008  | 6.8                       |
| 2009  | 8.4                       |
| 2010  | 10.4                      |
| 2011  | 12.5                      |
| 2012  | 14                        |
| 2013  | 14.8                      |
| 2014  | 16.1                      |